# Pałac w Sannikach
Pałac w Sannikach – jeden z dwóch rejestrowanych zabytków miasta Sanniki, w powiecie gostynińskim, w województwie mazowieckim.
Pałac znajduje się w centrum miasta, w otoczeniu parku krajobrazowego, przy drodze prowadzącej z Płocka do Sochaczewa, niedaleko kościoła parafialnego. W pierwszej połowie XIX w. w Sannikach stał dwór Pruszaków, w którym w 1828 gościł Fryderyk Chopin. W drugiej połowie XIX w., zapewne w latach osiemdziesiątych, na jego miejscu powstał nowy budynek, być może w związku z powołaniem przez Jakuba Natansona w 1882 Akcyjnego Towarzystwa Fabryk Cukru.
W literaturze pałac, w większości opracowań, datowany był na 1880 lub, częściej, na rok 1910. Pojawiały się także hipotezy, że pałac mógł zostać zbudowany jeszcze za czasów Pruszaków, a więc pod koniec XVIII lub w I połowie XIX w. co nie wydaje się być prawdą.  Historia dóbr w ostatnich dwustu latach przedstawiana były w ten sposób: Pruszakowie, zarządcy dóbr Sanniki od 1789, wykupili je w 1834; w 1858 Aleksander Ksawery Pruszak sprzedał majątek razem z cukrownią Seligowi Natansohnowi, natomiast w 1909 własność otrzymał Stefan Dziewulski, znany ekonomista, jako część posagu swej małżonki Antoniny Marii z Natansonów.
W latach 2011–2012 zostały przeprowadzone w zabytkowym zespole pałacowo-parkowym prace remontowe. Remont, połączony z adaptacją na Europejskie Centrum Artystyczne im. Fryderyka Chopina, został sfinansowany przez Zarząd Województwa Mazowieckiego oraz Urząd Gminy w Sannikach, w ramach projektu dofinansowanego z Regionalnego Programu Operacyjnego Województwa Mazowieckiego 2007–2013, Działanie 6.1. 
Pałac razem z parkiem został otwarty w dniu 20 września 2014 roku.

## Architektura
Pałac jest piętrową budowlą posadowioną na planie litery „L" z dziewięcioosiową frontową elewacją zwróconą na południe, z jednoosiowymi pozornymi ryzalitami na skrajach elewacji i ryzalitem środkowym poprzedzonym czterofilarowym gankiem wspierającym balkon. Do głównego korpusu od wschodu przylega trójosiowa część parterowa a od zachodu piętrowe skrzydło zakończone czterokondygnacyjną czworoboczną wieżą z prześwitem w najwyższej kondygnacji, co nadaje pałacowi charakter willi włoskiej. Niski dach schowany został za tralkową balustradą, która na linii ryzalitów przechodzi w attykową ściankę. Ryzality boczne w górnej kondygnacji są opilastrowane i zwieńczone trójkątnymi naczółkami. Prawdopodobnie w tam samym czasie, w którym powstała bryła główna, powstało skrzydło zachodnie przylegające od północy do skrzydła z wieżą nadając budowli zarys litery „L". Do skrzydła zachodniego i wieży przylegał od zachodu taras wsparty na filarach, który nie został odtworzony podczas restauracji przeprowadzonej w latach 2011-2013. Wewnątrz pałacu znajdują się malowidła na sufitach i ścianach pierwszego piętra z końca XVIII i XIX w..

## Park
Założenie parkowe powstało w pierwszej połowie XIX w. w stylu krajobrazowym, które w 1908 zostało przekształcone przez znanego planistę ogrodów Stanisława Celichowskiego w stylu naturalistycznym z częściowym zaadaptowaniem wcześniejszych nasadzeń o dużych wartościach przyrodniczych.

## Galeria

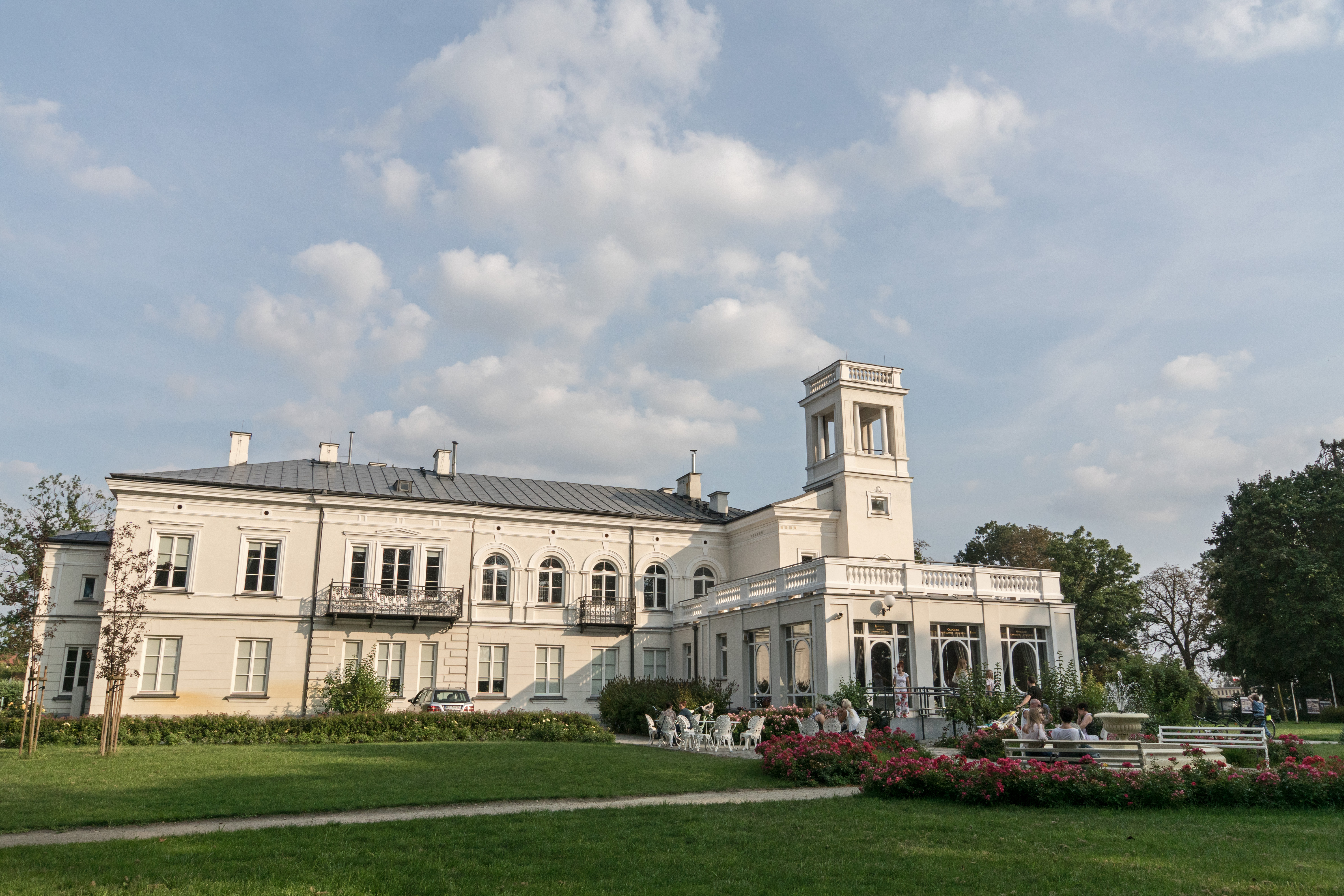
Pałac w Sannikach - widok od strony zachodniej
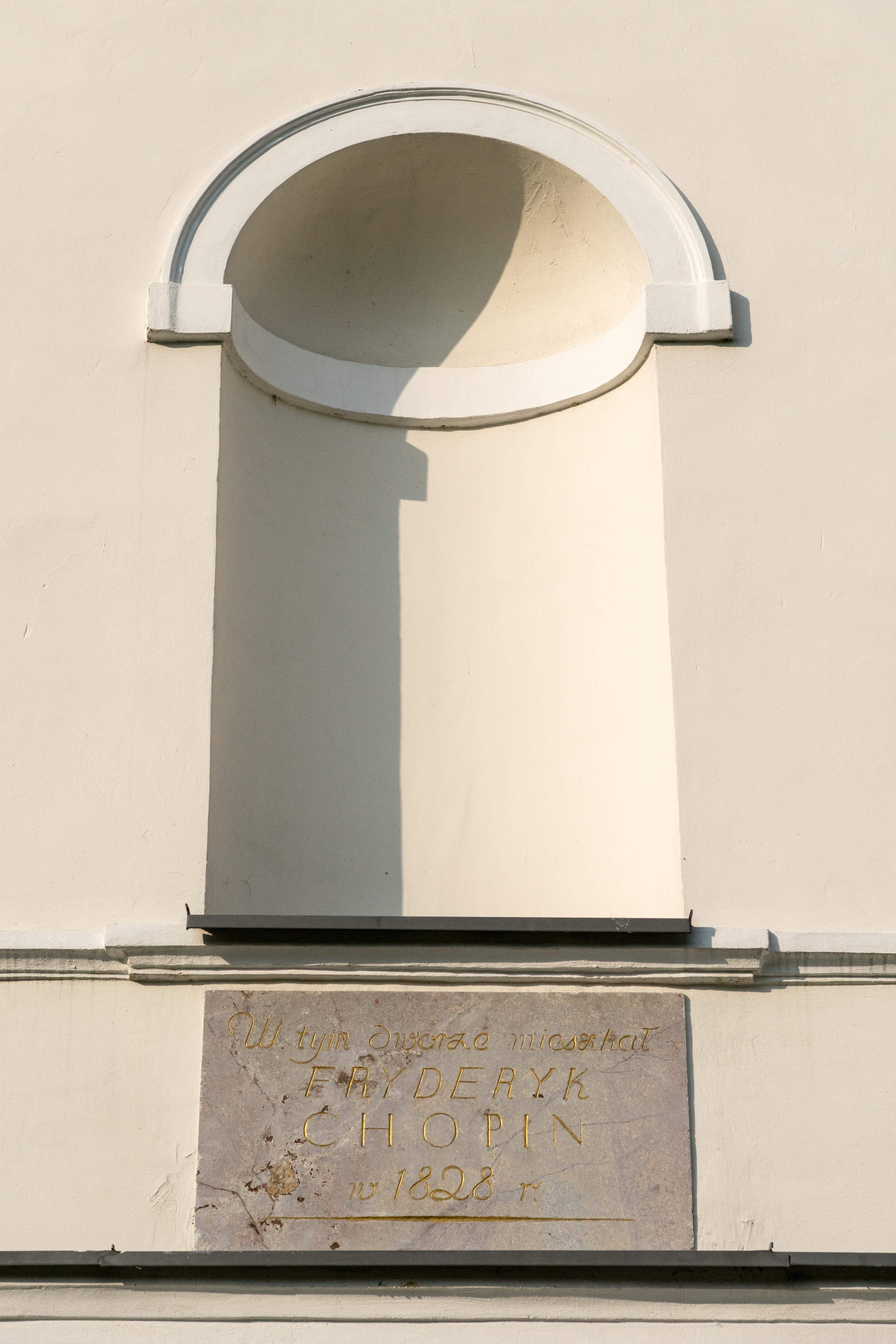
Pałac w Sannikach - tablica upamiętniającą pobyt Fryderyka Chopina w pałacu
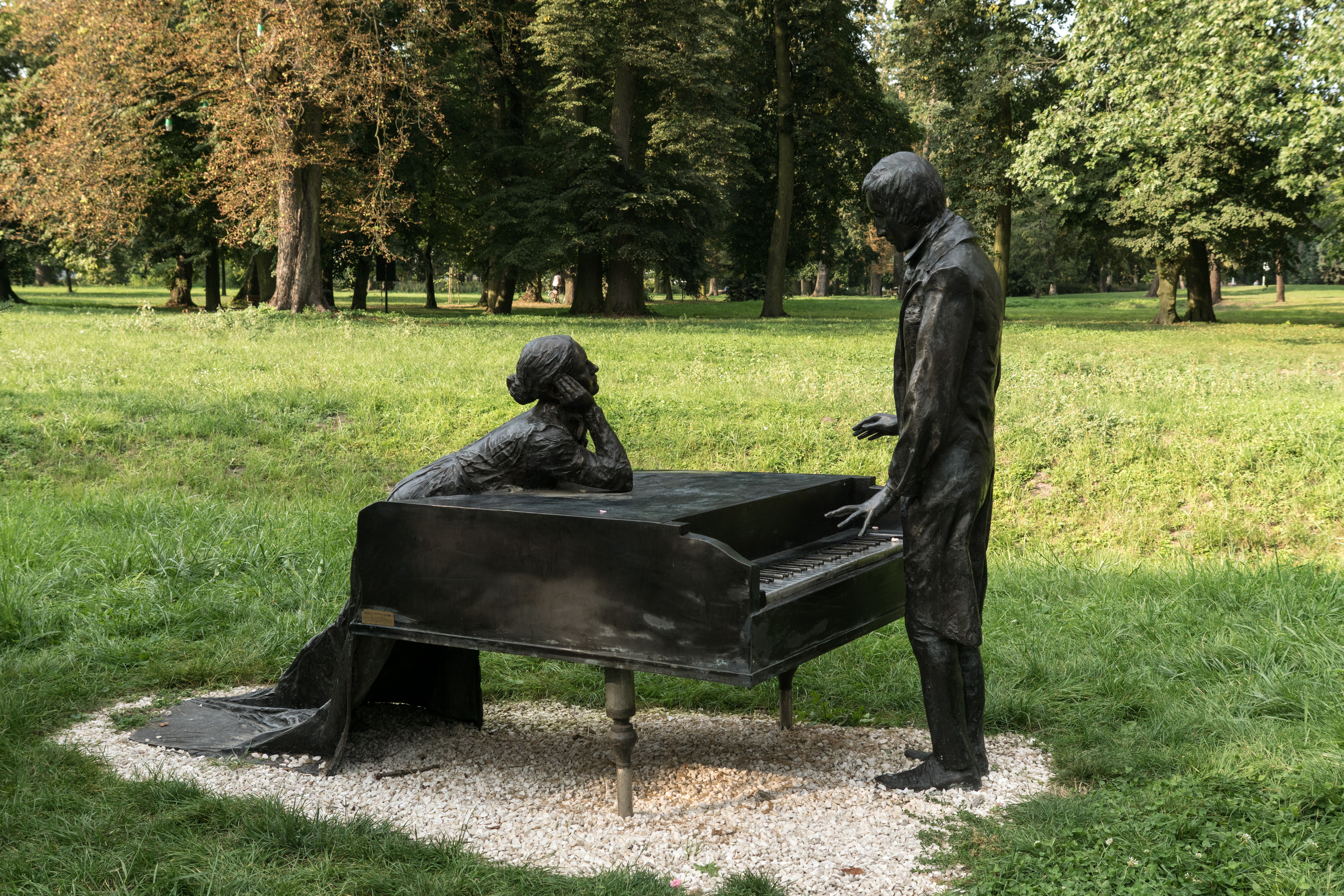
Rzeźba z brązu przedstawiająca młodego Fryderyka Chopina i guwernantkę państwa Pruszaków przy fortepianie